# 舌咽神経
舌咽神経（ぜついんしんけい、英語: glossopharyngeal nerve）は12対ある脳神経の一つであり、第IX脳神経とも呼ばれる。知覚、運動、味覚の混合神経。脊髄上部の側面から脳幹を出て、迷走神経に近づいていく。
舌咽神経には多くの働きがある。
- 舌の後ろ1/3、扁桃、咽頭、中耳、頚動脈小体の知覚神経線維
- 耳神経節を経由し耳下腺への副交感神経線維
- 茎突咽頭筋や咽頭筋上側の運動線維

## 脳幹と舌咽神経の関係
舌咽神経の大部分は知覚神経 であり、自身の核は持たない。その代わりに脳幹で他と異なった点を多く持っている。舌の後方で味わえば、頸動脈小体からの情報は孤束核に入る。内臓痛は三叉神経の脊髄核に送られる。舌咽神経が支配する茎突咽頭筋のためのニューロンが疑核にある。

## 舌咽神経の検査
舌咽神経が損傷することにより、咽頭反射に問題が生じる。